# 京浜急行バス大森営業所

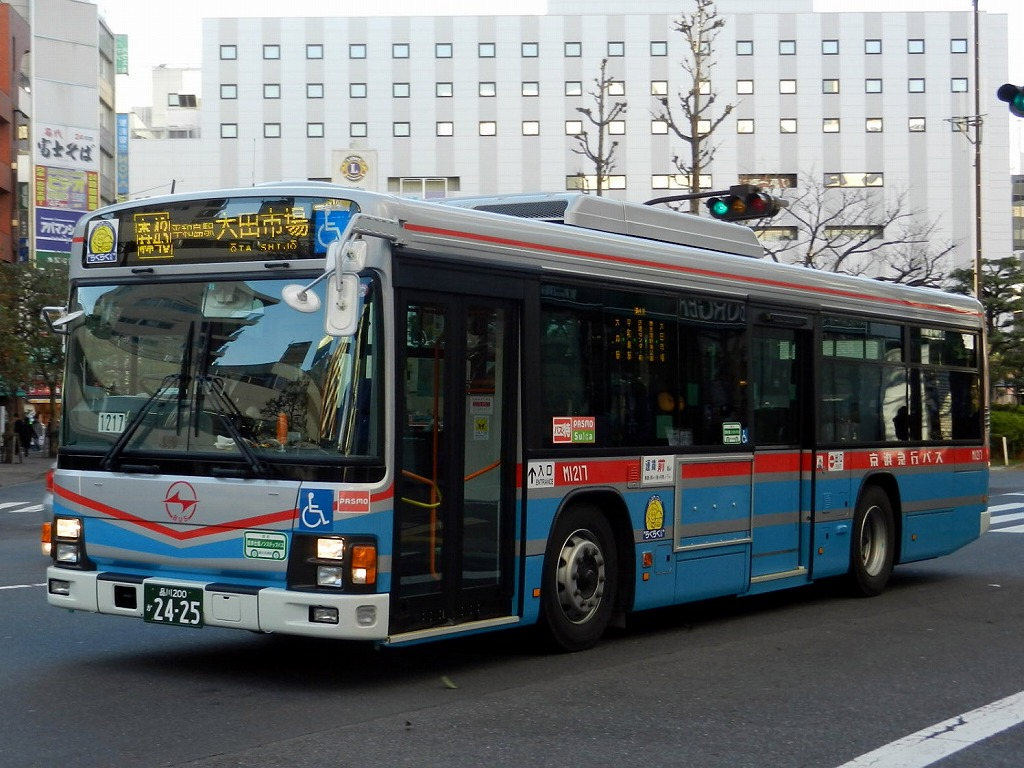
大森営業所所属車両 （現在の車両）

京浜急行バス大森営業所（けいひんきゅうこうバスおおもりえいぎょうしょ）は、京浜急行バスの路線のうち、大井町駅・大森駅・蒲田駅を発着するバス路線を主に所管している営業所。
営業所のある東京都大田区平和島に車庫と工場を持つほか、大森操車所（JR大森駅前）と森ヶ崎操車所（東京都大田区大森南4丁目）を持ち、営業所記号はM。この営業所には、貸切輸送の免許を取得していることから貸切登録および特定登録された車両が配属されており、その場合の営業所記号はそれぞれSM、TMとなる。また、循環路線が多いのも特徴である。

## 沿革
営業所の開設は1970年（昭和45年）6月16日である（5月27日とする資料もある）が、この記事では、現在の所管路線の源流として昭和初期に存在した梅森自動車株式会社の時代まで遡って詳述する。

### 梅森蒲田自動車の系譜
東京府大森町（現・大田区）の森ヶ崎は明治時代より湯治場として栄えており、1901年（明治34年）の京浜電気鉄道線（現・京急本線）開業に合わせ、山谷駅（現・大森町駅）と森ヶ崎の間で人力車の路線が開通した。この路線は、地元の商人平林吉蔵の個人経営としてスタートした。
1917年（大正6年）頃、森ヶ崎と京浜電鉄線梅屋敷駅の間、現在の大田区北糀谷から東蒲田にかけて道路が整備された。平林は梅屋敷駅からの人力車の運行も開始した。
1924年（大正13年）7月30日、酒匂呑吉が地元の有志と計って都南自動車商会を設立し、森ヶ崎への乗合自動車の運行を開始した。これに対抗する形で平林も同年11月25日、個人経営だった陸上運送事業を法人化して森ヶ崎人力自動車を設立。人力車と乗合自動車を併用して運行にあたった。その後、両社間の競争が激しくなったため両社を統合して新たな事業者に移行する可能性が模索される。この時、京浜国道上の東京 - 横浜間にバス路線の新設をもくろんでいた京浜電気鉄道が調整に割って入る。
1928年（昭和3年）11月24日、都南自動車、森ヶ崎人力自動車の両社は解散して新たに梅森自動車が設立された。梅森は1933年（昭和8年）6月1日、梅屋敷駅線を省電京浜線蒲田駅まで延長して、路線を蒲田駅 - 森ヶ崎とした。
1935年（昭和10年）9月1日、梅森自動車は正式に京浜電気鉄道の傘下に入る。この間、1937年（昭和12年）には京浜電気鉄道大森支線が廃止され、バス転換となった。
1939年（昭和14年）9月1日、梅森自動車は先に京浜電気鉄道傘下となっていた蒲田乗合自動車と合併し、梅森蒲田自動車となった。梅森蒲田の時代は長くはなく、親会社の京浜電気鉄道の後を追うかのごとく1942年（昭和17年）12月1日、東京急行電鉄（大東急）に事業を譲渡して解散。路線は東急渋谷営業局管下に移管された。

### 羽田所管時代
京浜急行電鉄は1948年（昭和23年）の大東急からの独立にあたって、湘南線（現・京急本線）横浜駅以南の三浦半島と、東京都大田区の国鉄東海道本線よりも東の区域のバス路線を東京急行電鉄から引き継いだ。
このとき、大森地区の路線は旧梅森自動車の流れを汲む森ヶ崎線と森中線、旧大森乗合自動車の流れを汲んで一時は東横電鉄（現・東急バス）の路線となっていた鬼足袋線、それに旧京浜電気鉄道が電車補完として開業した京浜国道線（品川駅 - 生麦。実際の営業は横浜駅まで）の3路線が存在し、東京急行高輪営業所と池上営業所から京浜急行品川営業所に引き渡された。森ヶ崎線のうち、大森駅 - 森ヶ崎間は既に運転が再開されており、同年11月1日には蒲田駅 - 森ヶ崎間の運行も再開されている（後述）。ただし、北糀谷 - 梅屋敷 - 鶴渡（梅屋敷通。現在の東邦大学付近）間は狭隘であったため運行が再開されず1952年（昭和27年）までに廃止された。

品川営業所は後に東京営業所と改称、実質的な拠点を大田区に移す。
1959年（昭和34年）、東京営業所大鳥居支所が独立して羽田営業所となると、大森地区の路線は羽田の担当となった。この頃には、国道線の区間便ともいえる大井町線が開業。大森 - 羽田空港線の延長として東急との相互乗り入れによる田園調布線も開業した。
しかし、1960年代後半になると羽田営業所が所要車両数増加に追い付かなくなったことに加え運行管理の合理化もあり、分割して新たな営業所を設けることになった。

### 平和島の新営業所へ
営業所新設にあたっては、将来の車両数増加に耐えられる広大な土地が必要とされたが、京浜急行は当時埋め立てが竣工したばかりの大田区平和島に土地を取得することになった。これは、路線の拠点となる国鉄大森駅と、同じ京急グループの京急開発が所有する平和島競艇場の両方に近く、競艇場へのアクセス輸送を担当した車がそのまま出入庫できるという利便性の高さによるものだった。
開設当初は羽田から鬼足袋線、森ヶ崎線、東糀谷6丁目線など17系統を移管されたが、1973年（昭和48年）3月16日には六郷営業所の廃止に伴い、同営業所の所管していた一部路線を新たに所管することとなった。しかし、羽田は当時東急バスに加えて川崎鶴見臨港バスとの共管もあったのに対し、大森営業所の路線で他社との共管は大井競馬場線の大井町駅発着便のみだった。

### 昭和50年代
昭和50年代に入ると、東京湾の埋め立て進行による大田区の面積拡張に合わせて、京浜急行バスは大森駅と埋立地を結ぶ路線を次々と新設し、そのすべてが当営業所の担当となる。
1978年（昭和53年）、船の科学館で行われた宇宙科学博覧会へのアクセス確保を理由に船の科学館線を新設。これにより、大森営業所はそれまでの大田区、品川区に加えて新たに江東区に路線を持つことになり現在まで存続している。
ほぼ同時期に京浜島の工業団地造成が始まったのをきっかけに、京浜島循環線を新設。当時は京浜急行平和島駅を経由せず、レジャーランド平和島を経由して国鉄大森駅への直結輸送を行った。平和島駅からの京浜島路線となる平和54が新設されたのは、それから4年後の1982年（昭和57年）のことである（後述）。
1983年（昭和58年）、大井ふ頭北西部の品川区八潮5丁目に建設が進められていた「八潮パークタウン」の入居が始まり、京浜急行が大森駅から、都営バスが大井町駅と品川駅からバスの運行を開始した。

これと前後して、京浜急行では到着地での客扱い時間短縮を目的に中扉を2枚引き戸とした「スーパーワイドドア」車をメーカーに打診し、富士重工業がその生産に応じた。1983年（昭和58年）上期の新車で、フルモデルチェンジしたばかりだったR15Eボディにスーパーワイドドアを搭載した新車が当営業所に納車されてきた。当時の大森営業所は日産ディーゼルと三菱自動車（現・三菱ふそうトラック・バス）が指定メーカーで、日産エンジンを積んだ富士重ボディの新車は整備の面でも正に覿面だった。

### 昭和60年代
1987年（昭和62年）上期の新車で、いすゞ自動車製新造車の投入が行われる。大森はいすゞが長年本社を置いてきた場所にもかかわらず、その前を通る京急バスはいすゞ車を使用しないという状況が続いてきたが、前年の羽田営業所へのいすゞ車投入に続き、お膝下の大森にも配備されたことで両社の関係が一気に良好となった。同年下期の新車からは、いすゞ製スーパーワイドドア車の新造投入も行われるようになる。
1988年（昭和63年）4月、城南島循環線の運行を開始。翌1989年（平成元年）の大田市場開場にあわせて、大田市場線も運行を開始した。城南島線、大田市場線とも都営バスが既に運行していたエリアに食い込む形での参入だった。

### 平成時代
1991年（平成3年）10月19日、しながわ水族館線を開設。大井競馬場線に次ぐ東急バスとの共管路線で、レトロ調ボディをまとった専用車が投入された。
1994年（平成6年）10月1日、京浜急行の他の営業所や川崎鶴見臨港バスなどと共にバス共通カードの導入を行う。
1996年（平成8年）3月30日、りんかい線の開業による船の科学館線の経路変更で、大森営業所は港区にも路線を持つことになった。
1999年（平成11年）4月1日、羽田営業所の都内一般路線が子会社化され「京急バス」（後の羽田京急バス）が誕生する。2000年10月には第一京浜経由大森東五丁目線（蒲田駅 - 大森東五丁目）と川崎駅 - 森ヶ崎線が当営業所から京急バスに移管となり、神奈川県川崎市への乗り入れが消滅。大森営業所は神奈川県の一般路線から撤退して東京都内のみを管轄することになった。
2007年（平成19年）3月18日、サービス開始と同時にPASMOを導入。

### 令和以降
2018年4月、羽田京急バスは京浜急行バスに合併され、羽田営業所が本体に復帰した。これにより路線管轄の自由度が増した。
折から京浜急行バスでは築50年になる当営業所建物を建て替える方針を立てていて、合併直後に同じ京急グループの京急建設に工事を発注した。このために営業所が一時手狭になることから、森ヶ崎線蒲36系統を羽田に移管、平和島競艇場線は羽田主担当の共管とした。工事は2019年（令和元年）12月に完了し、蒲36系統は共管の形で大森営業所に一部復帰した。
2024年（令和6年）3月1日付のダイヤ改正で、お台場循環線を廃止。当営業所は東京都港区・江東区から撤退した。

## 現行路線

### 鬼足袋線
- 森50： 大森駅東口 - 八幡通り - 沢田通り - 富士見橋 - 東邦大学 - 蒲田駅東口

JR大森駅と蒲田駅の間を、JR東海道線と京急本線で挟まれた地区に沿ってまっすぐ結ぶ路線である。路線名である鬼足袋は、大森第八中学校の辺りに「鬼足袋」という地下足袋工場があったことに由来する（1935年に閉鎖）。東邦大学医療センター大森病院へのアクセスを確保する病院輸送、東邦大学医学部と大森学園高校への通学輸送をメインとする。かつてはパイオニア大森事業所やミネベア大森工場（旧・新中央工業）への通勤輸送を担っていた。このため終日利用者が多く、日中は10分間隔で運行されていたが、2024年問題対応等で現在は15分間隔で運行されている。
この路線の東邦大学以北は、1931年（昭和6年）3月9日設立の大森乗合自動車が12月28日に大森駅東口 - 梅屋敷通（大森五丁目）間の免許を取得し、翌1932年（昭和7年）4月25日に開業させたのが始まりである。国鉄と京浜電車に挟まれた市街地を走り、帝国女子医学専門学校付属病院（現・東邦大学医療センター大森病院）への来院客にも支えられて当初より営業成績は良く、開業当初は8人乗りT型フォード2両での運行だったものが、1933年（昭和8年）には新たに8両を増備している。

しかしながら、開業前の1932年2月5日に大森乗合自動車は目黒蒲田電鉄（現在の東京急行電鉄の前身）、というよりは同社社長五島慶太の買収に遭う。1933年6月1日、大森乗合自動車は目黒蒲田電鉄の系列会社である目蒲乗合に吸収合併され、池上営業所大森支所の所管となった。また同年12月1日には路線を梅屋敷通から内陸側に蒲田花園まで延長している。なお目蒲乗合は、1937年（昭和12年）6月1日に目黒蒲田電鉄本体にすべての路線を譲渡。目蒲電鉄バス、東横電鉄バス、東京急行電鉄とつながる東急バスの基礎となった。
東邦大学以南は梅森自動車が開業した路線で、1933年（昭和8年）6月1日に梅屋敷 - 鶴渡 - 蒲田駅東口間を開業した。鶴渡は目蒲乗合の梅屋敷通と同じ大森五丁目の交差点にあり、目蒲乗合と入れ替わるように東邦医大通りを南下して蒲田駅に向かっていた。

戦後、大東急再編成時には営業が休止されており、梅屋敷通から蒲田花園間は既に廃止されていた。この際、東急と京急の間で調整があり、鬼足袋線の路線免許は京急に引き継がれた。これは営業エリアの境を国鉄東海道線としたためである。その後、1951年（昭和26年）4月1日に営業を再開した。
1992年（平成4年）3月16日には深夜バスの運行を開始し、現在に至る。

### 森ヶ崎線
- 森26： 大森駅東口 - 大森海岸駅 - 平和島駅 - 大森警察 - 北糀谷 - 森ヶ崎
- 森56： 大森駅東口 - 八幡通り - 沢田通り - 大森西特別出張所 - 平和島駅 - 大森警察 - 北糀谷 - 森ヶ崎

JR大森駅と森ヶ崎を結ぶ路線である。戦前は森ヶ崎鉱泉への観光客で賑わったが、大東亜戦争をきっかけに軍需工場が次々と進出して温泉宿は転廃業に追い込まれ、戦後の1949年（昭和24年）、終点の森ヶ崎に東京労災病院が開院したことで性格が一変。現在は東京労災病院・京浜病院・大田病院などの病院輸送、京浜急行の駅から離れる大田区大森南、大森中、北糀谷地区と最寄のJR・京急本線の駅を結ぶ地域輸送、森ヶ崎水再生センターへの通勤輸送を中心に、都立美原高校（旧・大森東高校）、東京バイオテクノロジー専門学校の通学輸送も担う。
路線の基礎は1924年（大正13年）に都南自動車商会が立ち上げたものである。この区間では既に人力車の運行があり、人力車を運営していた平林商会は事業防衛のため乗合自動車にも参入して森ヶ崎人力自動車となり、梅森自動車、梅森蒲田自動車、そして東急バスへとつながっていく（前述）。
終戦直後の1947年（昭和22年）、東京急行高輪営業所の手で大森駅 - 森ヶ崎間がいち早く再開される。
1977年（昭和52年）4月1日、平和島駅前を左折して環七通りに出る大森駅 - 大森福祉事務所（現：大森西特別出張所） - 森ヶ崎間、森56系統の運行が開始された。なお、森56系統は平日のみの運行である。

### 森中線
- 蒲36：蒲田駅東口 - 京急蒲田駅入口 - 京急蒲田駅 - 日ノ出通り - 大鳥居 - 北糀谷 - 森ヶ崎

森ヶ崎とJR・京急蒲田駅を結ぶ路線で、東京労災病院へのアクセスとなる病院輸送、大田区西糀谷、東糀谷の地域輸送の他、ソニーグローバルマニュファクチャリング&オペレーションズ蒲田ラボ、岩城製薬蒲田工場などへの通勤輸送を担う。かつては日本アイ・ビー・エム南糀谷工場、赤井電機本社などへの通勤客で賑わった。
森26系統と同じく都南自動車商会時代の1924年（大正13年）に開設。梅森自動車、梅森蒲田自動車、東急を経て、戦後は1948年（昭和23年）11月1日、京浜急行電鉄の手によって再開された。1973年（昭和48年）の六郷営業所廃止に伴う移管以来、大森営業所が担当してきたが、2018年（平成30年）10月1日付で羽田営業所へ一旦移管。その後2019年（令和元年）12月9日付で大森担当が再開され、羽田との共管となる。2022年10月現在は大森営業所の単独運行である。

2024年、羽田営業所の萩中線の変形として大鳥居交差点を直進し、萩中通りを経由してJCHO東京蒲田医療センター（旧・社会保険蒲田総合病院）、都立つばさ総合高校（旧・都立羽田高校、羽田工業高校）、簡野学園羽田国際高校（旧・蒲田女子高校）、羽田幼児教育専門学校、ふぞく保育園、東京計器本社などへのアクセスが可能になる蒲46系統が新設されたが、こちらは羽田営業所の単独所管となっている。

### 東糀谷六丁目線
- 蒲35：蒲田駅東口 - （←京急蒲田/京急蒲田駅→） - 糀谷駅 - 大鳥居 - 東糀谷六丁目

京浜急行電鉄東京営業所時代の1957年（昭和32年）、蒲田駅と羽田中学校の間で開設。1970年（昭和45年）、終点の羽田中学校停留所至近に都営東糀谷六丁目アパートが完成して利用者が増え、1973年（昭和48年）の六郷営業所廃止により大森へ移管して森中線蒲36系統と共通の運用を組んだ。その後、1979年（昭和54年）、終点の東糀谷6丁目にANA訓練センターが完成し本格的な通勤路線となった。2000年10月1日付で京急バス東京営業所に移管、さらに2018年（平成30年）の羽田京急バス合併により羽田営業所へ移管された。
2024年（令和6年）3月1日付で、旧京急バス株式会社の時代以来、24年ぶりに大森営業所へ復帰した。

### 大森東五丁目線
- 森27： 大森駅東口 - 八幡通り - 平和島駅 - 大森警察 - 大森東五丁目

JR大森駅と大森東五丁目を結ぶ路線。大森駅から国道131号方面へ向かう路線の中では最も距離が短い。
元は大田区大森8丁目（現・大森東3丁目）にあった東京ガス大森工場および日本特殊鋼本社工場（現・大同特殊鋼）への通勤輸送を目的に、京浜急行電鉄東京営業所時代の1957年（昭和32年）に開設されたもの。1987年（昭和62年）の東京ガス工場閉鎖後は大田区大森東3～5丁目の地域輸送、大田病院・大森牧田クリニック（旧・牧田総合病院）の病院輸送に事実上特化しつつ、森ヶ崎線と共に都立美原高校の通学輸送も担う生活路線として存続する。
一時は大井競馬場まで延長運転していた名残で、現在でも大森駅前と平和島入口の間のルートが他の路線と異なり大森海岸駅を通らない。また、大森駅と八幡通りの間も鬼足袋線と異なるルートを走る。終日に渡って共通のダイヤが組まれており、朝時間帯は1時間に3 - 4本、日中は1時間に2本、夜時間帯は1時間に2 - 3本である。

### 大井町線
- 井19： 大井町駅西口 - 青物横丁駅 - 立会川 - 鈴ヶ森 - 大森駅東口 - 大森海岸駅 - レジャーランド平和島
- 井19： 大井町駅西口 - 青物横丁駅 - 立会川 - 鈴ヶ森 - 大森駅東口

JR大井町駅からJR大森駅を経由してレジャーランド平和島に至る路線である。大井町発の便は、途中の鈴ヶ森付近で第一京浜国道から桜新道方面へ右折するが、この交叉点は路線バス以外右折禁止である。

戦前は大井町駅と立会川の間で東急バス荏原営業所の前身の城南乗合自動車が運行していたこともあるが、大東急解体時の調整で国電京浜線より東側にあった路線は京浜急行電鉄の手により再開されることになり、1960年（昭和35年）5月16日に大井町駅 - 大森駅で運行を開始した。同年9月21日に平和島まで延長されているが、大半が大井町駅 - 大森駅間の運行である。

この路線は一時期小型ノンステップバス日野・レインボーHRが運行されていた時期があるが、逗子営業所のアザリエ線に転用され、現在は他の路線と同じくいすゞ・エルガが使用されている。

### 八潮パークタウン線
- 森22： 大森駅東口 - 大森海岸駅 - 大井競馬場駅前 - 中央公園 - 八潮パークタウン循環
- 森22： 大森駅東口→大森海岸駅→大井競馬場駅前→中央公園→八潮パークタウン→八潮南
- 森22： 大井消防署八潮出張所前→八潮パークタウン→中央公園→大井競馬場駅前→大森海岸駅→大森駅東口

JR大森駅と品川区八潮にある八潮パークタウンを結ぶ路線である。1983年（昭和58年）3月25日、団地の入居開始に合わせて運行を開始し、同時に八潮南小学校(現：大井消防署八潮出張所前)始発、および八潮南止まりの出入庫便も設定された。なお都営バスも同日付で品川駅と大井町駅の両方と八潮を結ぶ品91系統を開通させている。朝には大井消防署八潮出張所前始発も設定されている。

### 京浜島・昭和島循環線
- 森24： 大森駅東口 →大森海岸駅→平和島駅→流通センター前→京浜島海上公園→流通センター前→平和島駅→大森海岸駅→大森駅東口（京浜島循環）
- 森24： 京浜島一番地→京浜島海上公園→流通センター前→平和島駅→大森海岸駅→大森駅東口
- 森36： 大森駅東口→大森海岸駅→平和島駅→流通センター前→京浜島海上公園→昭和島駅→流通センター前→平和島駅→大森海岸駅→大森駅東口（京浜島・昭和島循環）
- 森36： 京浜島一番地→京浜島海上公園→昭和島駅→流通センター前→平和島駅→大森海岸駅→大森駅東口
- 森41： 大森車庫→レジャーランド平和島→平和島駅→流通センター前→京浜島海上公園→昭和島駅→大森車庫（京浜島・昭和島循環）
- 森41： 大森車庫→レジャーランド平和島→平和島駅→流通センター前→京浜島海上公園→昭和島駅→平和島駅→レジャーランド平和島（京浜島・昭和島循環）
- 森45：大森駅東口→大森海岸駅→倉庫センター→流通センター前→京浜島海上公園→昭和島駅→大森車庫→大森海岸駅→大森駅東口（京浜島・昭和島循環）

年譜
- 1978年（昭和53年）9月25日 - 大森駅 - 平和島 - 京浜島循環（初代・森34系統）の運行を開始。
- 1982年（昭和57年）4月16日 - レジャーランド平和島 - 京浜島循環の運行を開始。
- 1983年（昭和58年）6月22日 - 大森駅 - 平和島駅 - 京浜島循環（森24系統）の運行を開始。
- 1983年（昭和58年）12月26日 - 大森駅 - 昭和島循環の運行を開始。
- 1985年（昭和60年）3月31日 - 大森駅 - 平和島 - 京浜島循環（初代・森34系統）を廃止。
- 2009年（平成21年）2月16日 - 森37・森38・森39系統を廃止（2月13日が運行最終日）。代わりに森45・森46系統新設。
- 2018年（平成30年）4月1日 - 森46系統を森45系統に統合して廃止。
- 2019年（平成31年）3月31日 - 森25系統を森36系統に統合して廃止。

大森駅・レジャーランド平和島から京浜島一番地・京浜島海上公園または昭和島駅のいずれかあるいは両方を経由し、大森駅・レジャーランド平和島へ戻ってくる循環路線である。主体運行は京浜島一番地・京浜島海上公園経由の森24系統で、京浜島海上公園と昭和島駅を両方通る森36系統がそれに続く。
森36系統は、日曜・祝祭日ダイヤが1日4本しかない。森41系統と森45系統は平日朝のみ。

### 城南島循環線
- 森32： 大森駅東口→大森海岸駅→平和島駅→流通センター→城南島→流通センター→平和島駅→大森海岸駅→大森駅東口（城南島循環）
- 森32： 大森駅東口→大森海岸駅→平和島駅→流通センター→大田市場→城南島→大田市場→流通センター→平和島駅→大森海岸駅→大森駅東口（城南島循環）
- 森32： 大森駅東口→大森海岸駅→平和島駅→流通センター→城南島→大田市場→流通センター→平和島駅→大森海岸駅→大森駅東口（城南島循環）
- 森32： 大森駅東口→大森海岸駅→平和島駅→流通センター→大田市場→城南島→流通センター→平和島駅→大森海岸駅→大森駅東口（城南島循環）
- 森32： 建材埠頭→城南島→流通センター→平和島駅→大森海岸駅→大森駅東口
- 森32： 建材埠頭→城南島→大田市場→流通センター→平和島駅→大森海岸駅→大森駅東口

JR大森駅と城南島を結ぶ循環路線である。1988年（昭和63年）4月1日に大森駅 - 城南島循環・大森駅 - 城南島循環 - レジャーランド平和島の運行が開始された。
平日ダイヤの日中時間帯は、大田市場構内まで乗り入れる。往復経由したり往路のみなど運行パターンが多彩。また、城南島方向の建材埠頭始発も設定されている。

### 平和島循環線
- 森28： 大森駅東口 - 大森海岸駅 - レジャーランド平和島 - 平和島循環
- 森28： 京急開発本社前→流通センター前→大森車庫前→レジャーランド平和島→大森海岸駅→大森駅東口

大森駅から流通センター・平和島五丁目を経由し、大森駅へ戻ってくる循環路線である。
1968年（昭和43年）11月1日に大森駅 - トラックターミナル間の運行を開始した。1972年（昭和47年）4月1日に大森駅 - 平和島循環に延長された。本数は1時間あたり3本 - 7本程度であるが、休日ダイヤは1時間に概ね1本しかない上に終車が18時台となっている。
流通センター前を経由する路線としては、こちらの方が1時間あたりの本数が多いようである。
かつては、平和島方面のみ八幡通りを経由する森33系統が平日朝のみ運行していたが、2024年3月1日ダイヤ改正により廃止された。

### 大田市場線
- 森43： 大森駅東口→大森海岸駅→平和島駅→流通センター→大田市場→流通センター→平和島駅→大森海岸駅→大森駅東口（大田市場循環）
- 森43： 大田市場北門東→大田市場事務棟前→流通センター→平和島駅→大森海岸駅→大森駅東口
- 森43(深夜)： 大森駅東口→大森海岸駅→平和島駅→流通センター→大田市場事務棟(夜間専用)
- 森47： 大森駅東口→大森海岸駅→平和島駅→流通センター前→大田市場北門東→水産棟前→大田市場事務棟（夜間専用）→京浜大橋→流通センター前→平和島駅→大森海岸駅→大森駅東口（大田市場循環）
- 森48： 大森駅東口→大森海岸駅→平和島駅→流通センター前→野鳥公園→流通センター前→平和島駅→大森海岸駅→大森駅東口（野鳥公園循環）※2020年4月1日新設（大田市場休場日の平日のみ運行）

JR大森駅と大田区にある大田市場を結ぶ路線である。1989年（平成元年）5月6日、大田市場の業務開始にあわせて大森駅 - 大田市場間の運行を開始し、1993年（平成5年）7月22日には深夜バスの運行も開始した。

### 大田スタジアム線
- 森34： 大森駅東口 - 大森海岸駅 - レジャーランド平和島 - 大田スタジアム

大森駅と大田スタジアムを結ぶ路線だが、大田スタジアムを訪れるアマチュア野球関係者よりも臨海斎場への葬儀参列者の輸送が主力である。終日にわたって13時台 - 16時台は運行しない。森34という系統番号は2代目で、初代は1978年から1985年まで運行の大森駅 - 平和島 - 京浜島循環線（森24系統の原型）が付けていた。

### 蒲田 - 大森東五丁目線
- 蒲67：蒲田駅東口 - 京急蒲田駅入口 - 大森警察 - 大森東五丁目

京浜急行電鉄東京営業所時代の1957年（昭和32年）、蒲田駅と大森8丁目の間で開設。1973年の六郷営業所廃止により当営業所へ移管された。2000年（平成12年）10月1日付で京急バス東京営業所に再移管。さらに2018年（平成30年）の羽田京急バス合併により羽田営業所へ復帰した。2024年3月1日には、大森営業所へ移管となった。羽田営業所時代は中型車での運行だったが大森営業所に移管後は大型車での運行となっている。

### 流通センター線
- 平和41：流通センター前 → 平和島駅 → レジャーランド平和島

2024年10月1日のダイヤ改正で誕生した短距離路線。平日の夕方に流通センターからレジャーランド方面のみの運行で混雑緩和や定時性を高めるために新設された。

### 平和島競艇場線
- 森29： 大森駅東口 - 大森海岸駅 - 平和島ボートレース場（羽田営業所と共管）
- 平和39： 平和島駅 - 平和島ボートレース場（羽田営業所と共管）

平和島競艇本場開催、およびSG全国場外発売時に運行される無料シャトルバス。本場開催日でもレースが行われている昼間のみの運行となる（但し無観客開催時は運行中止）。本場開催日の夜間と、平和島劇場での場外発売のみの日は、後述のビッグファン平和島シャトル線を復路無料で利用できる。羽田京急バスの営業開始以前は羽田営業所も担当していたが、2022年（令和4年）10月現在は大森営業所のみが担当となっている。

### ビッグファン平和島シャトルバス（契約輸送）
- 直行 大森駅東口 - （無停車） - レジャーランド平和島

JR大森駅とレジャーランド平和島（ビッグファン平和島）を結ぶ直通バスである。この路線に限り運賃は100円で、現金の他、PASMOおよび全国相互利用が可能な交通系ICカードが使える。なお、BOAT RACE平和島本場開催またはSG全国場外発売日の昼間は運転せず、代わりに前述の平和島競艇場線が往復共に無料で乗車できる。本場開催日の夜間と、平和島劇場での場外発売のみの日は、劇場内で利用券の交付を受ければ大森駅行きのみ無料で利用できる。
- 直行 平和島駅 - （無停車） - レジャーランド平和島

平和島駅とレジャーランド平和島（ビッグファン平和島）を結ぶ直通バスである。この路線に限り運賃は100円で、現金の他、PASMOおよび全国相互利用が可能な交通系ICカードが使える。なお、BOAT RACE平和島本場開催またはSG全国場外発売日の昼間は運転せず、代わりに前述の平和島競艇場線が往復共に無料で乗車できる。

### 空港連絡・中距離高速バス
※印を付した路線は全国相互利用に対応する交通系ICカードが使える路線。
- 箱根桃源台・御殿場駅 - 横浜駅東口・羽田空港（小田急ハイウェイバスと共同運行）※
- つくばセンター - 羽田空港（関東鉄道と共同運行）※
- 竜王・甲府駅 - 横浜駅東口・羽田空港（山梨交通と共同運行）

路線沿革
- 2000年7月18日―竜王駅・甲府駅～羽田空港（現在の第1旅客ターミナル）間の1日2往復で運行開始。山梨交通と京浜急行電鉄羽田営業所が担当。
- 2003年10月1日―京浜急行電鉄のバス部門分社化により京浜急行バス羽田営業所担当となる。
- 2004年12月1日―第2旅客ターミナル開業により当ターミナルにも停車。
- 2005年12月1日―京浜急行バス羽田営業所から京急観光バス担当に変更。
- 2006年3月1日―試験的に1往復増便（山梨交通担当）、3往復体制となる。
- 2006年4月1日―試験期間が終了し、2往復体制に戻る。
- 2008年3月16日―京急観光バスの解散にともない、京浜急行バス大森営業所担当になる。
- 2009年3月1日―1日4往復に増便。それまで早朝のみであった甲府発車便が9時台にまで引き下げられ、夜遅くのみであった羽田空港発車便についても14時台の設定が登場した。
- 2010年10月21日―国際線ターミナル開設によりダイヤ改正。羽田空港発車14時台のバスを13時台に繰り上げ。
- 2014年7月18日―山梨学院大学停留所新設。
- 2021年4月16日―竜王・甲府駅 - 横浜駅東口線と統合。

- 品川駅東口（港南口） - 御殿場プレミアム・アウトレット ※
- 品川駅東口（港南口） - 木更津金田バスターミナル・袖ヶ浦バスターミナル・木更津駅東口（小湊鉄道・日東交通と共同運行）※
- 品川駅東口（港南口） - 木更津金田バスターミナル・袖ヶ浦バスターミナル・袖ヶ浦駅南口・長浦駅北口（小湊鉄道・日東交通と共同運行）※

## 廃止・移管路線

### 川崎 - 森ヶ崎線
- 川76：川崎駅東口 - 六郷橋 - 本羽田一丁目 - 大鳥居 - 北糀谷 - 前の浦 - 森ヶ崎

京浜急行電鉄蒲田営業所時代の1960年（昭和35年）に開設。1973年（昭和48年）の六郷営業所廃止により大森へ移管された。2000年（平成12年）10月1日付で京急バス（現・羽田京急バス）東京営業所に再移管。その後、2004年（平成16年）に羽田営業所の川空線を一般路線化の上で統合。以後は川空線に本数をシフトして大幅減便となった。2018年（平成30年）の羽田京急バス合併により羽田営業所へ移管された。

### 京浜島・昭和島循環線
- 森34（初代）： 大森駅東口→大森海岸駅→レジャーランド平和島→京浜島海上公園→レジャーランド平和島→大森海岸駅→大森駅東口（京浜島循環）

京浜島工業団地がオープンした1978年（昭和53年）9月25日付で新設。当初は京急平和島駅ではなく、レジャーランド平和島を経由した。1983年の森24系統新設後も運行されたが、完全移行のため1985年（昭和60年）3月31日限りで廃止。
- 森37： 大森駅東口→八幡通り→レジャーランド平和島→京浜島海上公園→昭和島駅→流通センター前→平和島駅→大森海岸駅→大森駅東口（京浜島・昭和島循環）
- 森38： 大森駅東口→八幡通り→レジャーランド平和島→京浜島海上公園→昭和島駅→流通センター前→大森車庫

大森海岸駅経由の森45系統に移行のため、2009年（平成21年）2月13日限りで廃止。
- 森46： 大森駅東口→大森海岸駅→倉庫センター→流通センター前→京浜島海上公園→平和島駅→大森海岸駅→大森駅東口（京浜島循環）

2009年（平成21年）、森37・38系統のルート見直しに伴い新設されるが、昭和島に行く森45系統と統合して2018年（平成30年）3月31日限りで廃止。
- 森25： 大森駅東口→大森海岸駅→平和島駅→流通センター前→昭和島駅→流通センター前→平和島駅→大森海岸駅→大森駅東口（昭和島循環。日曜・祝日ダイヤの朝夕5本のみ）
- 平和54： レジャーランド平和島→平和島駅→流通センター前→京浜島海上公園→流通センター前→平和島駅→レジャーランド平和島（京浜島循環）

森24・36系統に統合のため、2019年（平成31年）3月31日限りで廃止。

### お台場循環線
- 井30： 大井町駅西口→青物横丁駅→フジテレビ→台場駅→フジテレビ南口→東京テレポート駅→テレコムセンター駅→東京国際クルーズターミナル駅→台場駅→青物横丁駅→大井町駅西口
- 森30/井30： 大森駅東口→大森海岸駅→フジテレビ→台場駅→フジテレビ南口→東京テレポート駅→テレコムセンター駅→東京国際クルーズターミナル駅→台場駅→青物横丁駅→大井町駅西口（1日1往復のみ）
- 井30/森40： 大井町駅西口→青物横丁駅→フジテレビ→台場駅→フジテレビ南口→東京テレポート駅→テレコムセンター駅→東京国際クルーズターミナル駅→台場駅→平和島駅→大森駅東口（1日1往復のみ）

大井町駅及び大森駅から東京港トンネルを経由しお台場地区を結んでいた。
1978年（昭和53年）7月16日から翌1979年1月15日にかけて行われた宇宙科学博覧会輸送のため、大井町駅 - 船の科学館・大森駅 - 大森海岸駅 - 船の科学館・大森駅 - 平和島駅 - 船の科学館を臨時運行されたのが始まりで、同博覧会終了により一般定期路線化された。定期路線化当時、周辺は船の科学館と首都高速道路以外何もない場所だったが徐々に整備され、その都度経路を変更し、2019年12月16日に現在のルートになった。大半は大井町駅発着で、大森駅発着は合計1往復のみ運転される。
かつて首都高速道路湾岸線を経由していたが、2016年3月26日に国道357号東京港トンネル（一般部）のお台場中央交差点→大井ランプ間が、2019年6月3日に大井ランプ→お台場中央交差点間がそれぞれ開通したことにより、一般道路経由に改められた。首都高速道路を経由していた際にはETCを搭載している車両のみ運用していた。なお首都高速道路経由であっても都区内運賃で乗車できた。
かつて大井町・大森を出た便が復路は異なる系統で戻る運用があったが、その場合東京テレポート駅→テレコムセンター駅間で反対向きの便の系統番号(井30・森30・森40の何れか)に行先表示を変更するので、同じ便に乗っていても乗車時と降車時で表示されている系統番号が異なる場合がある。これは当時船の科学館駅前で行先変更を行っていたことによるが、2019年12月16日より港区・江東区内では全て終点の行先を表示するよう改めたことで解消した。
この他に井33という系統番号があり、2019年3月1日から運行を開始。燃料電池駆動車『SORA』が専用で充当されていたが、SORAの羽田営業所への転属に伴い2020年8月31日限りで廃止された。
りんかい線との完全並行により乗客が減少したことに加え京急の乗務員不足もあり、出入庫路線となっていた大森駅発着も含めた全3系統が2024年（令和6年）2月29日限りで廃止となった。これにより、京浜急行バスは東京都港区・江東区の一般路線から撤退した。

### 流通センター循環線
- 平和41： レジャーランド平和島 - 平和島駅 - 流通センター循環

2019年（平成31年）3月31日限りで森31系統と統合して廃止されたが、2024年に形を変えて復活（前述）。
- 森31： 大森駅東口 - 大森海岸駅 - 平和島駅 - 流通センター循環

大森駅から流通センター前を経由し、出発地に戻ってくる循環路線で、森28系統の補完的な役割を果たす。平日・土曜ダイヤの夕方以降に数本のみが運行されていた。2024年9月30日限りで廃止された。

### 東京テレポート循環（契約輸送）
- 台場01： 東京テレポート駅→テレコムセンター駅→タイム24ビル→東京テレポート駅

りんかい線東京テレポート駅とテレコムセンター駅(テレコムセンタービル・青海フロンティアビル)・タイム24ビルを結ぶ、関係者専用の無料シャトル路線である。このためビル内に所在する企業に用事がない限り、一般の乗客は利用できない。テレコムセンターの展望台に行く観光客は、新交通ゆりかもめテレコムセンター駅か都営バスの波01・海01・急行05・06系統を利用する必要がある。

元々都営バス深川営業所と品川営業所の担当だったが、知事猪瀬直樹が主導した路線再編成に伴い、2013年（平成25年）4月1日付で民間移譲となり京浜急行バスに移ってきた。なお、公式からのダイヤ改正情報には都営・京急共に当路線の移譲についての記述がない。平日の朝夕は頻繁運行される一方、日中は1時間に4本程度の運行。土曜・休日は運休する。京急の乗務員不足に伴い委託先が貸切送迎専門の中日臨海バスに交代するため、2019年（令和元年）9月30日限りで京急は撤退した。

### 大井競馬場線
- 井20： 大井町駅東口 - （無停車） - 大井競馬場（東京急行電鉄→東急バス池上営業所と共同運行）
- 森20： 大森駅東口 - 大森海岸駅 - 大井競馬場

大井町駅及び大森駅から大井競馬場を結ぶ路線で、競馬開催時のみ運行（森20系統は本場開催日のみ運行）。当初は往復ともに有料だったが、1986年（昭和61年）のトゥインクルレース開始時に無料化された。
井20系統は以前西口発着だったが、2003年（平成15年）4月に東口に変更されている。いずれも羽田京急バスの営業開始以前は旧・羽田営業所との共管だった。
2020年（令和2年）2月27日から大井競馬が無観客での開催となったため運行を取りやめ、その後乗務員不足を理由に京浜急行バスが撤退を決め、書類上は3月31日限りで廃止になった。井20は引き続き共管であった東急バスが担い、2022年（令和4年）6月の再開時に東急バス目黒営業所と下馬営業所が本路線に新規参入して共管となったが、東急バスも2024年（令和6年）3月22日限りで撤退。これにより大井競馬場における無料送迎バスは他の事業者も含めすべて終了した。

### 大井町駅 - 八潮線
- 井12： 大井町駅東口 - 青物横丁駅 - 立会川 - 八潮パークタウン循環

JR大井町駅と品川区八潮にある八潮パークタウンを結ぶ路線である。1985年（昭和60年）4月1日に運行を開始し、大森駅 - 八潮線と同様に八潮南小学校始発、および八潮南止まりの出入庫便も設定された。立会川駅で京急本線に乗り換える団地住民の利便を目的としたため、大井町駅へは遠回りになる上、平成中期以降は仙台坂トンネル（1998年開通）を経由する都営バス井92系統・直行01系統に乗客が流れて採算が悪化していた。乗務員不足に伴う不採算路線整理のため、2020年3月31日限りで廃止。

### 空港バス 箱根湯本駅･ホテルはつはな線
- 箱根湯本エアライナー：ホテルはつはな・箱根湯本駅 - 横浜駅東口・羽田空港（小田急箱根高速バス経堂営業所と共同運行）

2011年（平成23年）11月1日付で運行開始。新型コロナウイルス感染症（COVID-19）のパンデミックとその後の緊急事態宣言により外出自粛が要請されたため、2020年4月10日から運休となり、そのまま堀内・杉田両営業所の深夜急行バスとともに6月30日限りで廃止された。

### 羽田空港 - 鹿島神宮線
- 鹿島神宮駅・水郷潮来 - 羽田空港（関東鉄道潮来営業所と共同運行）

2021年（令和3年）3月15日をもって撤退。関東鉄道の単独で引き続き運行される。

### しながわ水族館線（契約輸送）

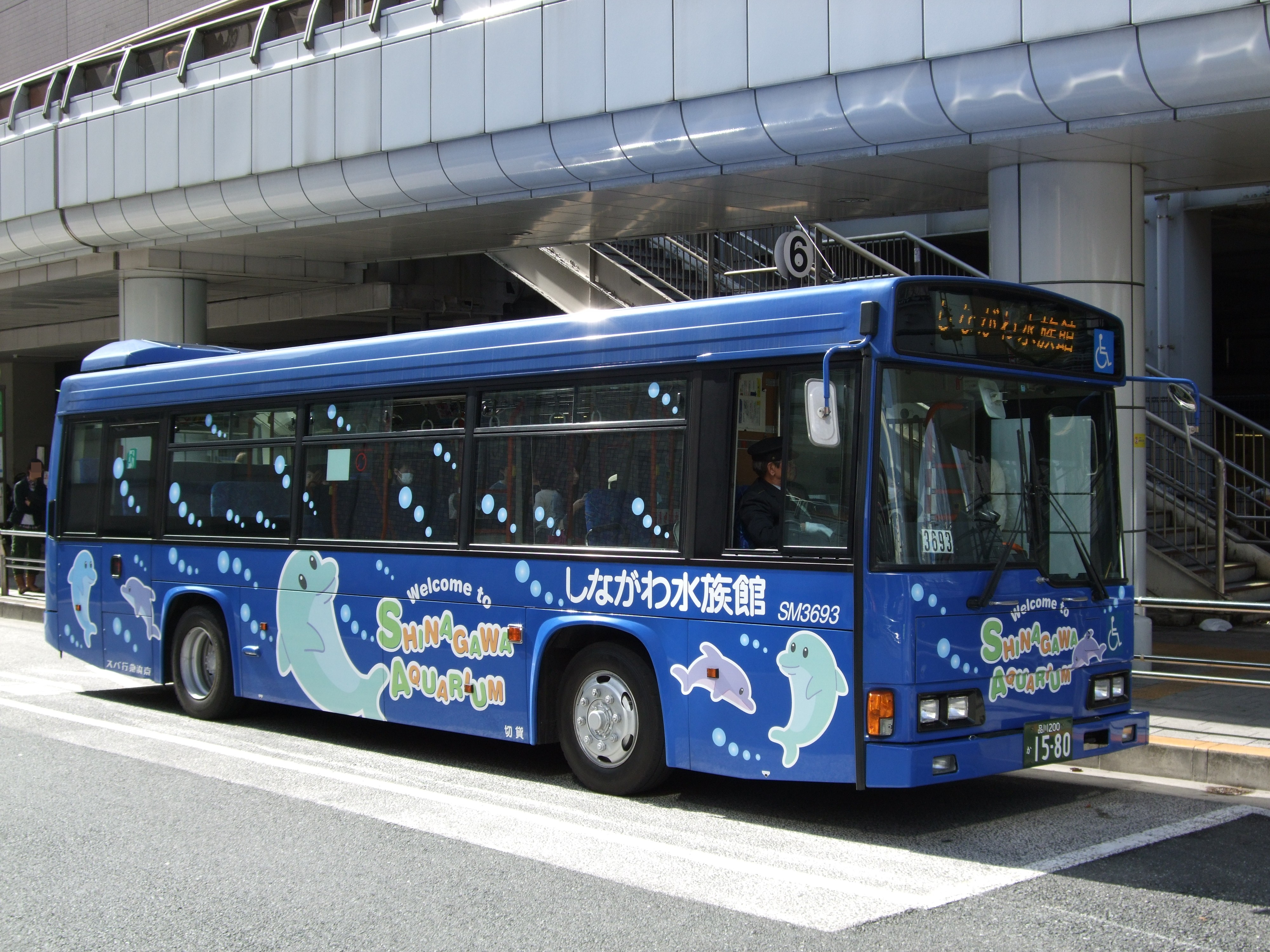
しながわ水族館送迎車・大井町駅

- 直行 大井町駅東口 - （無停車） - しながわ水族館（東急バス荏原営業所→目黒営業所→荏原営業所と共同運行）

しながわ水族館の開業にあわせて、1991年（平成3年）10月19日付で運行を開始した。同じく品川区を営業エリアとする、東急バスとの共管であった。
品川区の補助金で導入された東京特殊車体製のレトロ調ボディを持つ専用車（SM1179号車。東急はE6802号車）が使われていたが、老朽化にともなって引退し、2006年（平成18年）より2代目専用車が登場した。先代専用車は収容力に限界があり、多客時には一般路線用の中型車が充当されることも多くなっていたため、この教訓を生かし、2代目専用車は一般路線車をベースに塗装を変更した日野・レインボーとなった。ちなみに東急バスはいすゞ・エルガミオであった。

専用車の老朽化と京急の乗務員不足にコロナ禍が重なる事態となったため、2021年（令和3年）3月31日をもって撤退。東急バスは引き続き運行する。

## 車両

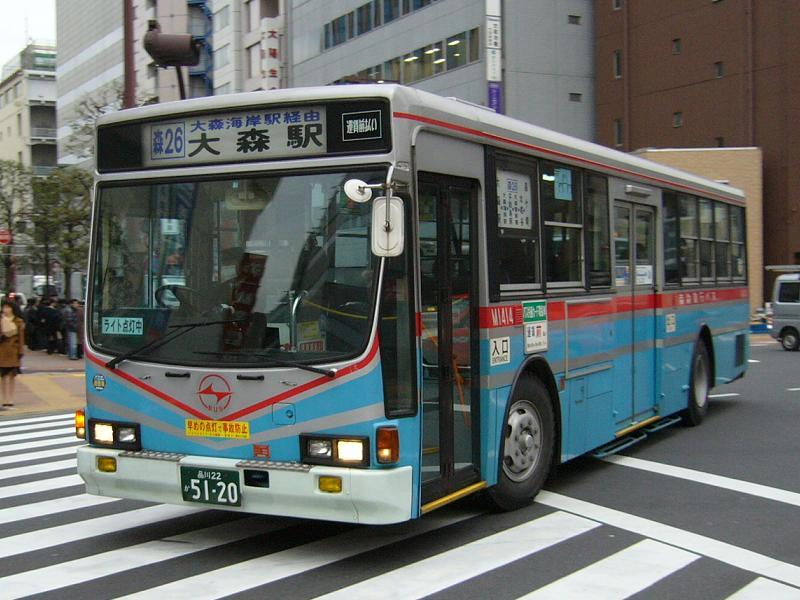
かつて大森営業所に所属していたスーパーワイドドア車（現在は廃車）

営業所地元の大森駅東口に本社を置いていたいすゞ自動車を中心に、日野自動車、三菱ふそうトラック・バスといった国内バスメーカー製の車両が在籍する。
かつては日産ディーゼル工業（現・UDトラックス）と三菱ふそうが主流を占めていた時代があった。1986年（昭和61年）下半期からいすゞ大型車の本格的な導入が始まり、日産ディーゼル製一般車は2003年（平成15年）に納車された最後の4台が2013年（平成25年）に貸切登録へ切り替えられたことで事実上消滅した。三菱ふそうも2016年（平成28年）2月に最後の2台が除籍され、一般路線用の車両は原則としていすゞ・エルガノンステップtype-Aに統一された。

### スーパーワイドドア
かつては、中扉が両開きのスーパーワイドドア車も在籍し、当営業所に多く抱えている工業地帯や催事輸送対策としてその威力を発揮していた。これらはまず1983年に日産ディーゼル製の一部で最初に導入され、その後も三菱ふそうU-MP218NやいすゞU-LV324N、KC-LV380Qなど、日野を除く3メーカーが導入されてきた（いずれも大型長尺車で日産ディーゼルといすゞの一部は引き戸のワンロマ車）。ちなみに、この大型長尺車は、経年により除籍するまで他営業所への移籍は一切なかった。スーパーワイドドア車は大森のほか、1986年度車が追浜営業所にも2台配置されたが、この2台は1989年に大森へ転属している。A→M7629と7676号車の2台で、いずれもUD製のP-U32Nである。

### 低公害車
CNGノンステップバスは京浜急行バス全体を通じても当営業所のみの配置だった。エアロスター（M6328号車）といすゞ・エルガType-Bが在籍したが、M6328号車は2015年8月に除籍され、エルガType-Bも2017年（平成29年）上半期に除籍となって消滅した。

### 船の科学館線用特別仕様（過去）
船の科学館線は2019年（令和元年）6月4日まで首都高速道路湾岸線（東京港トンネル区間）を通過していたため、ETC車載器とシートベルト（一部車両のみ）を装備した車両と、2019年上期に納車されたトヨタ自動車製燃料電池駆動車『SORA』が使用されていた。
エルガの一部にはN尺と呼ばれる長尺の車両が存在した。N尺は京浜急行バスで標準として導入されているL尺の車両に比べ車長がやや長く、また車内は前中扉間にも2人掛け座席が配置され（2人掛け座席部分の床はワンステップ車並みの高さ）、優先席も前向き1人掛け座席となっている。現在では、ETC車載器が搭載されていてもシートベルトが装備されていない保安基準緩和車両扱いの車輛が船の科学館線に使用されることも多くなっており、当該車両には特殊車両としての緩和標章と「速度60キロ制限車」の表示がされている(万一時速60kmを超えた場合には運転席の速度警告灯と運転席後部にある青色のランプが点灯するようになっていた)。
UD車は最後まで残った西日本車体工業ボディのUA系4台（M8373・8374・8415・8416号車）全てが船の科学館線での運行に対応していたが、2013年（平成25年）に貸切登録へ切り替えられ、都内の京浜急行バスからUD製および西工ボディの一般路線用車両が事実上消滅した。
トヨタ自動車製燃料電池駆動車『SORA』は2020年8月に運行を終了し、羽田営業所に転属した。

### 中・小型車
1997年から1998年にかけていすゞ製（1台のみ羽田から転属のUD製）の中型車が配置され、大森東五丁目線や川崎 - 森ヶ崎線で運用されていたが、これらは2000年10月に全車が羽田京急バスへと移籍した。また中型ロング車の日野・レインボーHR10.5M車も2000年度のM4042号車を皮切りに2001年度にかけて合計6台が配置され、主に鬼足袋線森50系統で運用されたが、その後M4042号車が羽田京急バスへ、ほかの5台も横浜・衣笠・追浜営業所へ全車が移籍し配置がなくなった。レインボーHRは高速バスカラーの7M車も1台（M4360号車）だけ配置され、井19系統などで運行されたが、これも逗子営業所へと転出した。
その他、しながわ水族館線用の日野・レインボーHR9M車やビッグファン平和島シャトルバス用のいすゞ・エルガも配置され、後者（M1813号車）はそれを示すラッピングが施されている。このほか平和島駅 - ビッグファン平和島シャトルバス用として日野・ポンチョのSM3039・3040号車も在籍していたが、後に逗子営業所と衣笠営業所に転出している（その後3039号車は逗子から能見台営業所、3040号車は衣笠から堀内営業所へそれぞれ転出）。

### その他
空港リムジン車はつくば線や甲府線などに充当され、三菱ふそう・エアロエースと日野・セレガ、いすゞ・ガーラが在籍し、全車がトイレを装備する。
貸切車は4台在籍、すべて日野車で堀内・能見台・追浜営業所から転入したレインボーHR10.5M車3台とリエッセIIである。特定登録車は元船の科学館線用のUD・UA452系が4台と、能見台営業所から転入したいすゞ・エルガの計5台が在籍する。